# Бузулук (Казахстан)
Бузулу́к (каз. Бұзылық) — село у складі Єсільського району Акмолинської області Казахстану. Адміністративний центр Бузулуцького сільського округу.
Населення — 407 осіб (2021; 574 у 2009, 909 у 1999, 1255 у 1989).
Національний склад станом на 1989 рік:
- росіяни — 30 %;
- казахи — 24 %;
- німці — 21 %.